# Tu canción
Tu canción (in italiano: La tua canzone) è un singolo dei cantanti spagnoli Alfred García ed Amaia Romero, scritto e prodotto da Raúl Gomez e Sylvia Santoro, pubblicato il 28 gennaio 2018 su etichetta discografica Universal Music Spain.

## Descrizione
Il 4 dicembre 2017, l'emittente spagnola TVE ha confermato che avrebbe utilizzato il programma Operación Triunfo per selezionare il rappresentante per l'Eurovision Song Contest 2018. Il 20 dicembre è stato rivelato che i cinque finalisti della nona edizione del programma si sarebbero esibiti al "Gala Eurovisión", dove il pubblico spagnolo avrebbe scelto sia la canzone che i suoi interpreti per l'Eurovision Song Contest. I nove brani in competizione, suddivisi in cinque brani solisti, tre duetti e un brano di gruppo, sono stati svelati il 23 gennaio 2018.
Il 29 gennaio 2018 durante il "Gala Eurovisión", Tu canción ha ricevuto abbastanza voti per accedere alla superfinale a tre, dove ha trionfato con il 43% dei voti totali, garantendo ad Alfred García ed Amaia Romero la possibilità di rappresentare la Spagna all'Eurovision Song Contest 2018 a Lisbona, in Portogallo.
Facendo, la Spagna, parte dei Big Five, il brano ha avuto accesso direttamente alla serata finale del 12 maggio 2018.

## Tracce
Download digitale
1. Tu canción – 3:00

Your Song
1. Your Song – 3:01

## Classifiche
| Classifica (2018) | Posizione massima |
| ----------------- | ----------------- |
| Spagna            | 3                 |